# Ropicomimus kaszabi
Ropicomimus kaszabi är en skalbaggsart som beskrevs av Stefan von Breuning 1975. Ropicomimus kaszabi ingår i släktet Ropicomimus och familjen långhorningar. Inga underarter finns listade i Catalogue of Life.